# 306-я стрелковая дивизия (2-го формирования)
306-я Рибшевская Краснознамённая стрелковая дивизия (306 сд) — воинское соединение Вооружённых Сил СССР, принимавшее участие в Великой Отечественной войне.
Боевой период: 1 сентября 1942 — 9 мая 1945 года.

## История

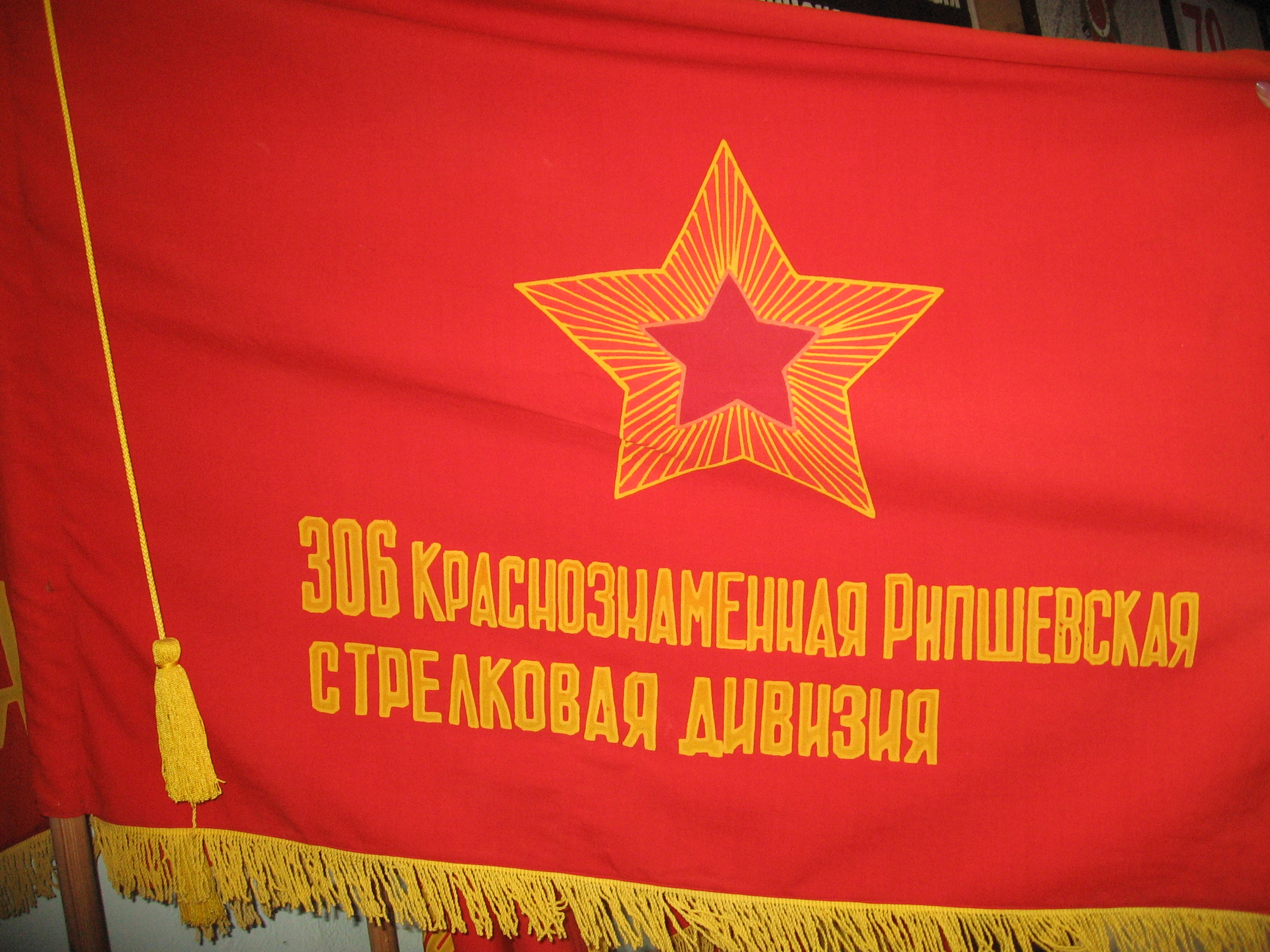
Копия знамени 306 стрелковой дивизии в музее г. Духовщина

До 1 сентября 1942 года дивизия находилась на боевой подготовке в г. Юрьев-Польском Владимирской области. 1 сентября дивизия выведена из резерва Ставки Верховного Главнокомандования (ВГК) и перешла в состав 43-й армии (3 сентября 43-ю армию приписали к Калининскому фронту); была переброшена по железной дороге в район дер. Старая Руза Московской области, где продолжала боевую подготовку до 26 сентября.
26 сентября — 2 октября — СД переброшена в район г. Андреаполя Тверской области.
2 — 10 октября — производился марш-бросок продолжительностью 215 км., после чего дивизия до 12 ноября занималась боевой переподготовкой (приказ НКО ¹ 306 от 08.10.1942) с целью начала наступления на врага.
В ночь с 12 на 13 ноября дивизия перешла к жестокой упорной обороне на фронте в дер. Покровское Торопецкого района Тверской области близ оз. Слободское.
До 22 декабря противник активности живой силы не проявлял, лишь периодически производя налёты артиллерией. За это время части СД готовились к предстоящим боям, совершенствовали свои навыки, улучшали технику и т.п.
За время марш-броска дивизия продвинулась на юг, по пути пос. Западная Двина — пгт. Жарковский — пгт. Озёрный, а затем на запад, до пгт. Пржевальское Смоленской области.
Во второй половине декабря противник резко усилил активность живой силы, в результате чего начались ожесточённые бои. Так, 23 декабря в 4:20 сделав 3 сильных арт.-мин. налёта, противник атаковал район боевого охранения и район линии обороны. К 9:00 противник занял район обеих флангов. Далее, после 4-х с половиной часов боя, ведя гранатный и рукопашный бои с численно превосходящим противником, был уничтожен весь 4-й стрелковый полк дивизии. В ходе того же дня были проведены 3 контратаки, ни одна из которых не увенчалась успехом.
31 декабря 1942 года, в 11:45, совершилось контрнаступление близ оз. Сапшо (пгт. Пржевальское Смоленской области), продолжавшееся до 13:00. Было взято много трофейного оружия и иных ценностей.
С января по август 1943 года, в общем, дивизия занимает оборону по берегам озёр Рытое-Сапшо-Мужицкая (северно-восточнее города Демидов Смоленской области),
17 января, в 7:00, противник начинает бой, в ходе которого расстановка сил не изменилась. В течение января-первой половины марта противник активности живой силы не проявлял, лишь периодически производя налёты артиллерией. Противник сделал упор на разведывательную и подрывную деятельность на линии фронта и на позициях дивизии.
С 17 по 21 марта был совершен марш-бросок, в ходе которого было пройдено 25 км: линия фронта переместилась от пгт. Пржевальское до дер. Верхние Моховичи на западе и от дер. Мужицкое до дер. Тарасово на востоке.
22 марта противник начал отвод войск со своих позиций, части дивизий начали преследование противника. С 22 по 24 марта в ходе отступления противника, а также в ходе боев, дивизия освободила 30 кв. км территории.
До 11 июня противник активности живой силы не проявлял, лишь периодически производя налёты артиллерией. Противник сделал упор на разведывательную и подрывную деятельность на линии фронта и на позициях дивизии.
11 июня, в 11:00, под прикрытием сильного арт.-мин. огня, противник произвёл масштабное нападение, в ходе которого существенная расстановка сил не изменилась. С 11 июня по 6 июля противник активности живой силы не проявлял, лишь периодически производя налёты артиллерией. Противник сделал упор на разведывательную и подрывную деятельность на линии фронта и на позициях дивизии.
6 июля был разработан план наступления и взятия дер. Горохово, в ходе выполнения которого 7 июля были взяты стратегические точки, способствующие в будущем взятию дер. Горохово. Вплоть до 24 июля ведутся бои арт.-мин. орудиями.
С 24 июля по 1 августа отмечено резкое повышение разведывательной активности и бомбардировки авиацией противника наших позиций.
С августа по ноябрь дивизия участвует в Смоленской операции, а именно 1043 артполк с 13.08. по 15.11. ведёт наступательные бои на Рибшевско-Витебском направлении (именно благодаря успешным операциям на данном направлении, 306 стрелковую дивизию после победного для 43 армии ноября 1943 г. назовут "Рибшевской". Знамя 306 "Рибшевской" СД хранится в музее города Духовщина Смоленской области).
Так, 13 августа, в день начала Рибшевской наступательной операции, в 7:35, после 30-минутной арт. подготовки, дивизия переходит в атаку и, прорвав передний край обороны противника, вырвалась вперед, встречая на пути упорное сопротивление в живой силе и огне противника.
14 августа дер. Горохово была освобождена.
15 и 16 августа, преодолевая упорное огневое сопротивление и отбивая неоднократные контратаки противника, поддерживаемые танками, части дивизии продолжали наступление в прежних направлениях и овладели рубежом Горохово-Матвеево-Ивошино.
С 17 по 31 августа идут продолжительные бои, в ходе которых дивизия продолжает наступление, освобождая все больше территории и населённых пунктов.
1 — 4 сентября части дивизии занимают оборону, 4 сентября сдают участки обороны и, занимая крепкие позиции, с 4 по 13 сентября занимаются боевой подготовкой для дальнейшего наступления на врага.
13 сентября дивизия переходит в наступление и, с 13 по 19 сентября, ведя ежедневные ожесточённые бои, наступает и освобождает населённые пункты Беденки, Боровая, Гончарово, Пашково, Мазуровка, Городище и Борисенки.
С 20 по 22 сентября дивизия перегруппировывалась и приводила себя в порядок. 23 сентября — форсировала р. Каспля в районе дер. Мамошки (точнее, её приток — р. Ольшу). 24-28 сентября — бои. 29 сентября — 2 октября — марш-бросок до дер. Косые и дер. Амбросенки. 3-4 октября — рубеж обороны. 5 октября — дивизия переходит в наступление на юго-западное направление, овладев совх. Кляриново, Александрово, Карбана, Волки, Верхние Стволы, Каутка, Москалька.
6-10 октября — дальнейшие бои и овладение множеством населённых пунктов. 11-14 октября — отступление противника, овладение множеством насел. пунктов.
15 октября — бой (победа), 16 октября — 7 ноября — отступление противника с преследованием и боями. 20 октября дивизия входит на территорию Белорусской ССР.
С 20 октября 43-я армия входит в состав I-го Прибалтийского фронта.
Во время прорыва сильно укреплённой обороны противника на рубеже Самосадки-Скрабово 8 ноября, под сильным обстрелом противника рядовой Коновалов П.С. подобрался к проволочному заграждению перед окопами противника и проделал проходы. В это время был тяжело ранен в живот, но не ушёл с поля боя до прорыва немецкой обороны, т.е. до выполнения поставленной перед полком задачи, а затем, сделав перевязку, возвратился в строй.
9-10 ноября — дальнейшее отступление противника и наступательные бои нашей дивизии. Были освобождены населённые пункты: Климово, Юрченки, Дворище, Мотяши, Ляхово и Худилово. 11 ноября противник продолжает активную оборону в течение ночи и дня при помощи артиллерии и авиации. С 12 ноября по 15 декабря противник продолжает оборону, сохраняя прежние рубежи. За месячный срок у нашей дивизии нет людских потерь. В декабре 1943 г. - январе 1944 г. продолжаются наступательные бои на все том же, Витебском направлении. 16 декабря дивизия продвигается немного вперед, но 17-19 декабря остаётся на прежних рубежах. 20 декабря дивизия переходит в наступление, которое продолжается до 23 декабря. 23 декабря — день передышки. 24-31 декабря — наступательные бои.
1-4 января 1944 года дивизия остаётся на прежних рубежах в районе дер. Горбачево-Хохловщина. 5 января — усиленная оборона противника, сопровождающаяся арт.-мин. огнём. 6-8 января армия остаётся на прежних рубежах. 9-11 января происходит перегруппировка дивизии; идут бои, в ходе которых освобождено большое количество населённых пунктов. 12-13 января — занимает прежние позиции, 14-26 января — оборона рубежа, 27 января — 19 февраля — атака на рубеже, нанесение серьёзного урона противнику, но противник продолжает оборонять рубеж. 20-22 февраля — марш-бросок, в ходе которого дивизия форсировала Городок (Витебская область).
В конце февраля вся 43 армия была перегруппирована в район Городка, где приняла участие в Витебской наступательной операции.
За освобождение Шумилинского района Витебской области, воинам-артиллеристам 6-й и 43-й армий установлен памятник в посёлке Шумилино.

## Состав
- 935-й стрелковый полк
- 938-й стрелковый полк
- 992-й стрелковый полк
- 1043-й артиллерийский полк,

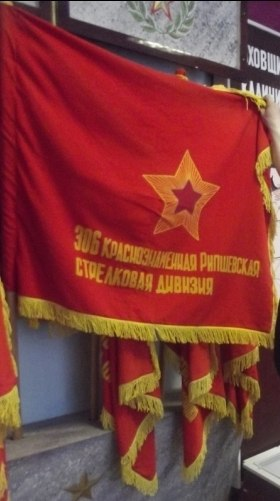
Копия знамени 306 стрелковой дивизии в музее г. Духовщина

- 429-й отдельный истребительно-противотанковый дивизион
- 210-я отдельная разведывательная рота
- 342-й отдельный сапёрный батальон
- 915-й отдельный батальон связи (915, 388 отдельная рота связи)
- 286-й медико-санитарный батальон
- 209-я отдельная рота химической защиты
- 548-я автотранспортная рота
- 392-я полевая хлебопекарня
- 862-й дивизионный ветеринарный лазарет
- 1622-я (1851) полевая почтовая станция
- 470-я (1170) полевая касса Госбанка.

Перечень № 5 Стрелковых, горнострелковых, мотострелковых и моторизованных дивизий, входивших в состав действующей армии в годы Великой Отечественной войны 1941—1945 гг. / А. П. Покровский. — М.: Министерство обороны, 1956. — 218 с.

## Награды дивизии
- 19 сентября 1943 года — почётное наименование «Рибшевская» — присвоено приказом Верховного Главнокомандующего от 19 сентября 1943 года в ознаменование одержанной победы и за отличие в боях при прорыве сильно укреплённой оборонительной полосы немцев и за освобождение городов Духовщина и Ярцево.
- 10 июля 1944 года —  Орден Красного Знамени — награждена указом Президиума Верховного Совета СССР за образцовое выполнение заданий командования в боях с немецкими захватчиками по прорыву Витебского укреплённого района, а также за овладение городом Витебск, проявленные при этом доблесть и мужество.[1]

Награды частей дивизии:
- 935-й стрелковый полк награждён  орденом Александра Невского за образцовое выполнение заданий командования в боях с немецкими захватчиками при прорыве обороны противника юго-восточнее города Рига и проявленные при этом доблесть и мужество (Указ Президиума Верховного Совета СССР от 22 октября 1944 г.);
- 938-й стрелковый полк награждён  орденом Кутузова за образцовое выполнение заданий командования в боях с немецкими захватчиками при прорыве обороны противника юго-восточнее города Рига и проявленные при этом доблесть и мужество (Указ Президиума Верховного Совета СССР от 22 октября 1944 г.);
- 992-й стрелковый полк награждён  орденом Красного Знамени за образцовое выполнение заданий командования в боях с немецкими захватчиками при прорыве обороны противника северо-западнее и юго-западнее Шауляя (Шавли) и проявленные при этом доблесть и мужество (Указ Президиума Верховного Совета СССР от 31 октября 1944 г.);
- 1043-й артиллерийский полк награждён  орденом Кутузова за образцовое выполнение заданий командования в боях с немецкими захватчиками при прорыве обороны противника юго-восточнее города Рига и проявленные при этом доблесть и мужество (Указ Президиума Верховного Совета СССР от 22 октября 1944 г.).

## Подчинение
| Дата       | Фронт (округ)           | Армия                 | Корпус                  |
| ---------- | ----------------------- | --------------------- | ----------------------- |
| 01.07.1942 | Резерв Ставки ВГК       | 10-я резервная армия  |                         |
| 01.09.1942 | Резерв Ставки ВГК       | 43-я армия            |                         |
| 01.10.1942 | Калининский фронт       | 43-я армия            |                         |
| 01.09.1943 | Калининский фронт       | 43-я армия            | 91-й стрелковый корпус  |
| 01.11.1943 | 1-й Прибалтийский фронт | 43-я армия            | 91-й стрелковый корпус  |
| 01.02.1944 | 1-й Прибалтийский фронт | 43-я армия            | 1-й стрелковый корпус   |
| 01.09.1944 | 1-й Прибалтийский фронт | 43-я армия            | 92-й стрелковый корпус  |
| 01.10.1944 | 1-й Прибалтийский фронт | 43-я армия            | 1-й стрелковый корпус   |
| 01.12.1944 | 1-й Прибалтийский фронт | 2-я гвардейская армия | 1-й стрелковый корпус   |
| 01.01.1945 | 1-й Прибалтийский фронт | 4-я ударная армия     | 1-й стрелковый корпус   |
| 01.02.1945 | 1-й Прибалтийский фронт | 51-я армия            | 1-й стрелковый корпус   |
| 01.03.1945 | 2-й Прибалтийский фронт | 51-я армия            | 1-й стрелковый корпус   |
| 01.04.1945 | Ленинградский фронт     | 1-я ударная армия     | 119-й стрелковый корпус |
| 01.05.1945 | Ленинградский фронт     | 1-я ударная армия     | 1-й стрелковый корпус   |

## Командование

### Командиры
- Фроленков, Андрей Григорьевич (16.06.1942 — 07.07.1942), подполковник
- Черняк, Степан Иванович (08.07.1942 — 12.01.1943), полковник (по справочнику «Командармы»,2005 — с 15.06.1942, 12.12.42 в бою был контужен и госпитализирован)
- Михеев, Леонид Иванович (13.01.1943 — 13.03.1943), полковник
- Кучерявенко, Михаил Иванович (14.03.1943 — 26.03.1943), полковник
- Костык, Георгий Матвеевич (27.03.1943 — 22.09.1943), полковник
- Черноус, Павел Васильевич (23.09.1943 — 16.01.1944), полковник
- Михайловский, Василий Иванович (17.01.1944 — 25.04.1944), полковник
- Гнедин, Василий Тихонович (26.04.1944 — 10.05.1944), полковник
- Кучерявенко, Михаил Иванович (11.05.1944 — ??.07.1946), генерал-майор

### Заместители командира
- Куклин, Павел Филиппович (??.09.1944 — 20.02.1945), полковник. Погиб в бою в окрестностях г. Приекуле.

### Начальники штаба
- Черноус, Павел Васильевич (25.05.1943 — 22.09.1943), полковник

## Отличившиеся воины дивизии
Герои Советского Союза:
- Беспятов, Алексей Иванович, подполковник, командир 935-го стрелкового полка.
- Бурковский, Анатолий Трофимович, майор, командир батальона 935-го стрелкового полка.
- Веснин, Николай Дмитриевич, сержант, командир отделения 938-го стрелкового полка.
- Давыдов, Ладо Шириншаевич, красноармеец, разведчик 210-й отдельной разведывательной роты.
- Киричук, Василий Павлович, красноармеец, стрелок 938-го стрелкового полка.
- Красильников, Николай Петрович, младший лейтенант, командир взвода 938-го стрелкового полка.
- Кудаковский, Лев Власович, майор, командир батальона 992-го стрелкового полка.
- Кучерявенко, Михаил Иванович, генерал-майор, командир дивизии.
- Мандыбура, Михаил Карпович, младший сержант, командир миномётного расчёта 992-го стрелкового полка.
- Масликов, Антон Трофимович, красноармеец, стрелок 938-го стрелкового полка.
- Михуткин, Михаил Андреевич, старший сержант, разведчик 935-го стрелкового полка.
- Панов, Дмитрий Петрович, старшина, комсорг батальона 992-го стрелкового полка.
- Петченко, Иосиф Тихонович, красноармеец, наводчик миномёта 992-го стрелкового полка.
- Созинов, Владимир Петрович, лейтенант, командир взвода 992-го стрелкового полка.
- Соловьёв, Николай Ефимович, старшина, помощник командира штабного взвода 388-й отдельной роты связи.
- Травкин, Иван Михайлович, старший сержант, помощник командира взвода 938-го стрелкового полка.
- Угловский, Анатолий Ефимович, красноармеец, бронебойщик 306-й гвардейской стрелковой дивизии.
- Худолеев, Григорий Александрович, полковник,  командующий артиллерией дивизии.
- Шкулипа, Николай Иванович, красноармеец, стрелок 8-й стрелковой роты 992-го стрелкового полка.
- Шунеев, Фёдор Герасимович, старший сержант, командир орудия 429-го отдельного истребительно-противотанкового дивизиона.
- Янтимиров, Булат Янбулатович, капитан, заместитель по строевой части командира батальона 938-го стрелкового полка.

 Кавалеры ордена Славы трёх степеней.
- Баров, Иван Семёнович, сержант, помощник командира взвода 342 отдельного сапёрного батальона.
- Герасимов, Сергей Герасимович, сержант, командир отделения пешей разведки 935 стрелкового полка.
- Досмухаметов, Иргаш, младший сержант, командир отделения разведки 935 стрелкового полка. Умер от ран 22 сентября 1944 года.
- Прохорятов, Степан Гаврилович, старший сержант, помощник командира взвода роты автоматчиков 935 стрелкового полка.